# آنتونیو ماراسکو
آنتونیو ماراسکو (انگلیسی: Antonio Marasco؛ زادهٔ ۱۹ فوریهٔ ۱۹۷۰) بازیکن فوتبال اهل ایتالیا است.
از باشگاه‌هایی که در آن بازی کرده‌است می‌توان به باشگاه فوتبال هلاس ورونا، باشگاه فوتبال مودنا، باشگاه فوتبال ونتزیا، باشگاه فوتبال رجانا، باشگاه فوتبال آولینو، و باشگاه فوتبال پالرمو اشاره کرد.